# Viszerosensibilität
Die Viszerosensibilität beschreibt die  Sensitivität gegenüber Körperempfindungen, welche von den Eingeweiden (Viscera) ausgehen, daher werden diese auch als viszeroafferent bezeichnet. In der Regel handelt es sich dabei um unbewusste Empfindungen. Dabei sind eine Vielzahl verschiedener Qualitäten eingeschlossen. Sie umfassen mechanische (beispielsweise der Füllungszustand des Magen-Darm-Trakts), chemische (Übelkeit, Sauerstoffgehalt), Wärme- und Schmerzempfindungen.
Bei den Hirnnerven unterteilt man die Viszerosensibilität weiter in
- allgemein-viszeroafferent: Hierunter fallen alle unbewusst wahrgenommenen Reize aus den inneren Organen und Blutgefäßen.[2] Diese Fasern enden im Nucleus tractus solitarii und verlaufen im 9. und 10. Hirnnerv (Nervus glossopharyngeus, Nervus vagus).[3]
- speziell-viszeroafferent: Diese Fasern verlaufen über Nervus glossopharyngeus, Nervus vagus und Nervus facialis zum Nucleus tractus solitarii (Geschmack), über den Nervus vestibulocochlearis zu den Nuclei vestibulares (Gehör und Gleichgewicht)[4] sowie über den Nervus olfactorius (Geruch).[5]